# Municipio de Jefferson (condado de Andrew)
El municipio de Jefferson (en inglés: Jefferson Township) es un municipio ubicado en el condado de Andrew en el estado estadounidense de Misuri. En el año 2010 tenía una población de 4646 habitantes y una densidad poblacional de 54,98 personas por km².

## Geografía
El municipio de Jefferson se encuentra ubicado en las coordenadas 39°51′35″N 94°49′11″O / 39.85972, -94.81972. Según la Oficina del Censo de los Estados Unidos, el municipio tiene una superficie total de 84.5 km², de la cual 83.75 km² corresponden a tierra firme y (0.88%) 0.75 km² es agua.

## Demografía
Según el censo de 2010, había 4646 personas residiendo en el municipio de Jefferson. La densidad de población era de 54,98 hab./km². De los 4646 habitantes, el municipio de Jefferson estaba compuesto por el 96.34% blancos, el 0.9% eran afroamericanos, el 0.41% eran amerindios, el 0.37% eran asiáticos, el 0.02% eran isleños del Pacífico, el 0.52% eran de otras razas y el 1.44% pertenecían a dos o más razas. Del total de la población el 2.78% eran hispanos o latinos de cualquier raza.